# لاسنیتستهال
لاسنیتستهال (به آلمانی: Laßnitzthal) یک منطقهٔ مسکونی در اتریش است که در وایتس واقع شده‌است. لاسنیتستهال ۷٫۵۹ کیلومتر مربع مساحت دارد ۳۹۲ متر بالاتر از سطح دریا واقع شده‌است.